# Ma vie est un enfer
Ma vie est un enfer è un film del 1991 diretto da Josiane Balasko.